# 434
Cette page concerne l'année 434  du calendrier julien. Pour l'année 434 av. J.-C., voir 434 av. J.-C. Pour le nombre 434, voir 434 (nombre).
L'année 434 est une année commune qui commence un lundi.

## Événements
- 1er janvier : début du consulat d'Aspar, fils d’Ardaburius, en Occident.
- Janvier : Maxime devient évêque de Riez, en Provence (fin en 460). Fauste lui succède à la tête de l'abbaye de Lérins[1].
- 12 avril : Proclus est élu patriarche de Constantinople peu après la mort de Maximien[2].
- Octobre (?)[3] : le roi des Huns Ruga, qui a fait l’unité de l’empire hunnique, est tué par la foudre durant son offensive contre les armées de Théodose II en Thrace[4]. Ses neveux Attila et Bleda, fils de Moundzouk, lui succèdent. Attila gouverne les territoires orientaux et le Danube inférieur, où il installe sa capitale (aux environs de l’actuelle Buzău). Bleda s’installe sur la Tisza, dans l’ordu de Ruga.
- Novembre (?)[3] : après la mort de Ruga, Théodose II envoie en ambassade Plinthas et Epigène, questeur, qui rencontrent Attila et Bleda près de Margus à l'embouchure de la Morava sur le Danube, en Mésie inférieure ; les Romains orientaux acceptent de doubler le tribut annuel versé aux Huns qui passe de 350 à 700 livres d'or et s'engagent à livrer tous les Huns fugitifs[2] (ou en 435).
- Alliance des Huns avec l’Empire occidental à l'occasion d'une ambassade hunnique à Rome. La Pannonie première passe officiellement sous domination hunnique (434-435)[5].

## Décès en 434
- 12 avril : Maximien, patriarche de Constantinople[2].